# کمهر
کمهر روستایی از توابع بخش مرکزی شهرستان سپیدان در استان فارس ایران استو زبان تمام مردم این روستا لری میباشد

## جمعیت
این روستا در دهستان کمهر قرار دارد  براساس سرشماری مرکز آمار ایران در سال ۱۳۸۵، جمعیت آن ۱۰۶۲۵ نفر (۲۷۰۶ خانوار) بوده‌است.